# 長青街道
長青街道（ちょうせいかいどう）は中華人民共和国湖南省婁底市婁星区の街道弁事処。

## 行政区画
- 竹山社区
- 関家社区
- 耕塘社区
- 婁星社区
- 小花社区
- 洞新社区
- 長青社区
- 扶青社区
- 甘子沖社区

## 地理
- 河川：漣水

## 教育
- 湖南人文科技学院

## 医院
- 婁底市中心医院
- 婁底市中医院

## 交通

### 鉄道
- 洛湛線（中国語版）[3]
- 滬昆線[3]

## 観光
- 石馬公園
- 株山公園
- 仙女寨生態公園